# Paulo Afonso
Paulo Afonso és una ciutat brasilera de l'Estat de Bahia. Se situa a la vall del Riu São Francisco, per una latitud de 09° 24′ 28″ sud i per una longitud de 38° 13′ 19″ oest, a una altitud de 243 metres. La seva població era estimada a 103 705 habitants el 2006. La municipalitat s'estent sobre 1 574 km²;. Dins del seu terme municipal es troba la important Cascada Paulo Afonso.